# Conchylodes octonalis
Conchylodes octonalis is een vlinder uit de familie van de grasmotten (Crambidae), uit de onderfamilie van de Spilomelinae. De wetenschappelijke naam van deze soort is voor het eerst voorgesteld als Orobena octonalis door Philipp Christoph Zeller in een publicatie uit 1873.
De soort komt voor in de Verenigde Staten.